# 代々木ゼミナール本部校代ゼミタワー
代々木ゼミナール本部校 代ゼミタワー（よよぎゼミナール ほんぶこう よゼミタワー）は、東京都渋谷区代々木にある代々木ゼミナールの超高層ビルである。通称、代ゼミタワー。

## 概要
本部であった代々木校（以下「旧本校」）の各校舎が老朽化したために、新たな中心となる新校舎として地上26階地下3階の超高層ビルを建築した。JR線路側から見てJR東京総合病院の裏側に位置し、2008年4月に開校した。
試験時などは「本部校」と記載するが、開校直後の2008年4月には「(新)タワー校舎」の表記も散見された。パンフレットなどで「本部校 代ゼミタワー」の名称も使用している。正式名称は「専修学校代々木ゼミナール本部校」である。
本校舎の開校に伴い、従来使用していた旧本校は本部校法人事務局と国際教育センターとなり、ほかに貸会議室運営会社が入居している。
1階部分に「代ゼミタワー アネックス」を併設し、「代々木ライブラリー」と2階部分に東大エグゼクティブクラスの教室を設置した。2017年4月から2019年4月まで、N高等学校代々木キャンパスが入居した。旧本校の5号館は「自習館」となり、全館を自習室として使用する。
2008年に16階のスカイレストラン ベルビュラウンジが、電化厨房フォーラム21主催の「快適厨房コンテスト2008」で優良賞を受賞した。
2009年に、社団法人日本建築構造技術者協会主催の第20回JSCA賞作品賞、日本免震構造協会 (JSSI) 主催の第10回日本免震構造協会賞・作品賞、建築業協会主催の第50回BCS賞（建築業協会賞）、日本産業デザイン振興会主催の2009年グッドデザイン賞をそれぞれ受賞した。
2021年4月1日付で学校法人高宮学園の登記上の主たる事務所が当地に移転し、名実ともに本部校となった。
- 地下階：駐車場
- 1階 - 3階：エントランス
- 2階 - 13階：学習空間、ライブ教室・サテライン教室・個別指導教室など
- 7階：現役生専用フロア
- 8階：講師室・進路相談室
- 9階：教材研究センター
- 10階：サテライン事務局・スタジオ
- 14階：自習室
- 15階：スカイレストラン ベルビュラウンジ
- 16階：空中庭園、日日是決戦神社[7]
  - 神社の存在と共に受験生の意欲向上を図るため、空中庭園のガラス張り側面の壁に難関10大学の、東京大学・一橋大学・東京医科歯科大学・東京工業大学・慶應義塾大学・早稲田大学・上智大学・明治大学・法政大学・立教大学それぞれの写真と方向を示す矢印を記したポスターを貼布している。
- 17階：サテライン地球局（サブ室）
- 18階-24階：居住空間（学生用レジデンス）

例年、東京医科歯科大学がセンター試験および二次試験の会場に使用している。

## 本部移転以後の代々木校について
- 1号館→株式会社ティーケーピー（貸し会議室）が入居
- 2号館→株式会社ティーケーピー（貸し会議室）が入居
- プラザ館→株式会社ティーケーピー（貸し会議室）が入居→Y-SAPIX東大館（2010年8月より）
- 5号館→自習館

## アクセス
- JR東日本新宿駅サザンテラス口 徒歩3分
- 都営地下鉄大江戸線新宿駅 A1出口 徒歩2分/6出口 徒歩3分
- JR東日本・都営地下鉄大江戸線代々木駅 徒歩5分
- 小田急線南新宿駅 徒歩3分

## 近隣施設
- 北 - ニューステートメナー
- 東 - JR東京総合病院
- 南 - バロール代々木マンション
- 西 - 秀和代々木レジデンス